# Рено УЕ (оклопни транспортер)
Рено УЕ (фр. Renault UE Chenillette) је био француски оклопни транспортер из Другог светског рата.

## Историја
Овај оклопни транспортер био је заснован на британској танкети Викерс Карден-Лојд Мк VI. Од 1932. до 1941. произведено их је око 5.150 у Француској и око 120 у Румунији.

## Карактеристике
Рено УЕ био је лако оклопљено теретно возило и тегљач за артиљерију. Конфигурација му је била слична као код танкете Викерс Карден-Лојд Мк VI, са мотором између два члана посаде, који су били заштићени покретним полулоптастим заклонима за главу. Покретна кутија за товар била је позади, а већина возила имала је и приколицу на гусеницама. УЕ2 била је верзија са 4 (уместо 2) брзине и побољшаним вешањем. Оригинално возило било је ненаоружано, осим неколико возила са малом кабином и митраљезом за командира, која су упућена у Индокину. Накнадни покушаји наоружавања овог возила митраљезима и бацачима ракета нису били успешни, осим као импровизација на кратке стазе.